# Sauvane Delanoë
Sauvane Delanoë, a veces acreditada como Sauvane Delano, Sauvane Delanoe, Sauvanne Delano, Sauvanne Delanoe, o Sauvanne Delanoë (nacida el 1 de enero de 1978 en París, Francia) es una actriz de cine y doblaje de Francia. Es hija de los también actores Laurent y Nadine Delanoë.

## Filmografía

### Películas animadas
- Fievel Ratonowitz en Un cuento americano y Un cuento americano 2: Fievel va al Oeste
- Cera en En busca del valle encantado

### Películas
- Becky (Vanessa Lee Chester) en La princesita
- Courtney (Clare Kramer) en Triunfos robados
- Doctora Amanda Perry (Kathleen Munroe) en Stargate University
- Roxy LeBlanc (Sally Pressman) en Esposas americanas
- Taylor McKessie (Monique Coleman) en High School Musical 1 y 2
- Tiya en Papyrus (serie de televisión)
- Wendy (Keshia Knight Pulliam) en Cortando la mostaza
- Fuego en Batman el Valiente
- Frances Malone (Heather McComb) en Profiler
- Grace Polk (Becky Wahlstrom) en Juana de Arcadia
- Jamie Poyer (Amy Smart) en Scrubs
- Jo en Cinco famosos: Sobre el caso
- Kimberly Miller (Julia McIlvaine) en Normal, Ohio
- Marion (Katie Carr) en Dinotopía
- Ronny Robinson (Caitlin Murphy) en Power Ranger: Operation Overdrive

### Series animadas
- Pato Plucky Bebé en Tiny Toon Adventures y Animaniacs
- Joven Princesa Sally en Sonic, el héroe
- Skippy en Animaniacs
- Nieta en Las historias del Papá Castor
- Pétalo (primera voz) en Las Supernenas
- Sarah en Ed, Edd, y Eddy
- Ben en Ben 10
- Quincy en Mini Einsteins
- Kevin en Krypto el Superperro

### Series
- Rudy Huxtable (Keshia Knight Pulliam) en El Show de Bill Cosby y Un mundo diferente
- Annabelle Banks (Kathleen Munroe) en Personas hermosas
- Claire (Marla Sokoloff) en Esposas desesperadas
- Mary-Margaret en La vida dulce de Zack y Cody
- Joanie Hansen (Paula Cale) en Providencia
- Lucy Hatcher (Marla Sokoloff) en La práctica
- Maggie (Meghan Ohry) en Playa Sur
- Mackenzie Browning (Ashley Bashioum y Kelly Kruger) en El joven sin descanso
- Parker Lee (Julie Gonzalo) en Veronica Mars

### Videojuegos
- Coco Bandicoot en Crash Team Racing y Crash Bash
- Rosa en Fable II

- Datos: Q3474350